# Siegerland
Siegerland et et landskab i den sydlige del af Westfalen. Størstedelen ligger i Nordrhein-Westfalen. En lille del ligger dog i Rheinland-Pfalz.
Siegerland ligger omkring floden Sieg. Hovedbyen er Siegen.
Det meste af området hører under Kreis Siegen-Wittgenstein.